# Ralf Nettelstroth

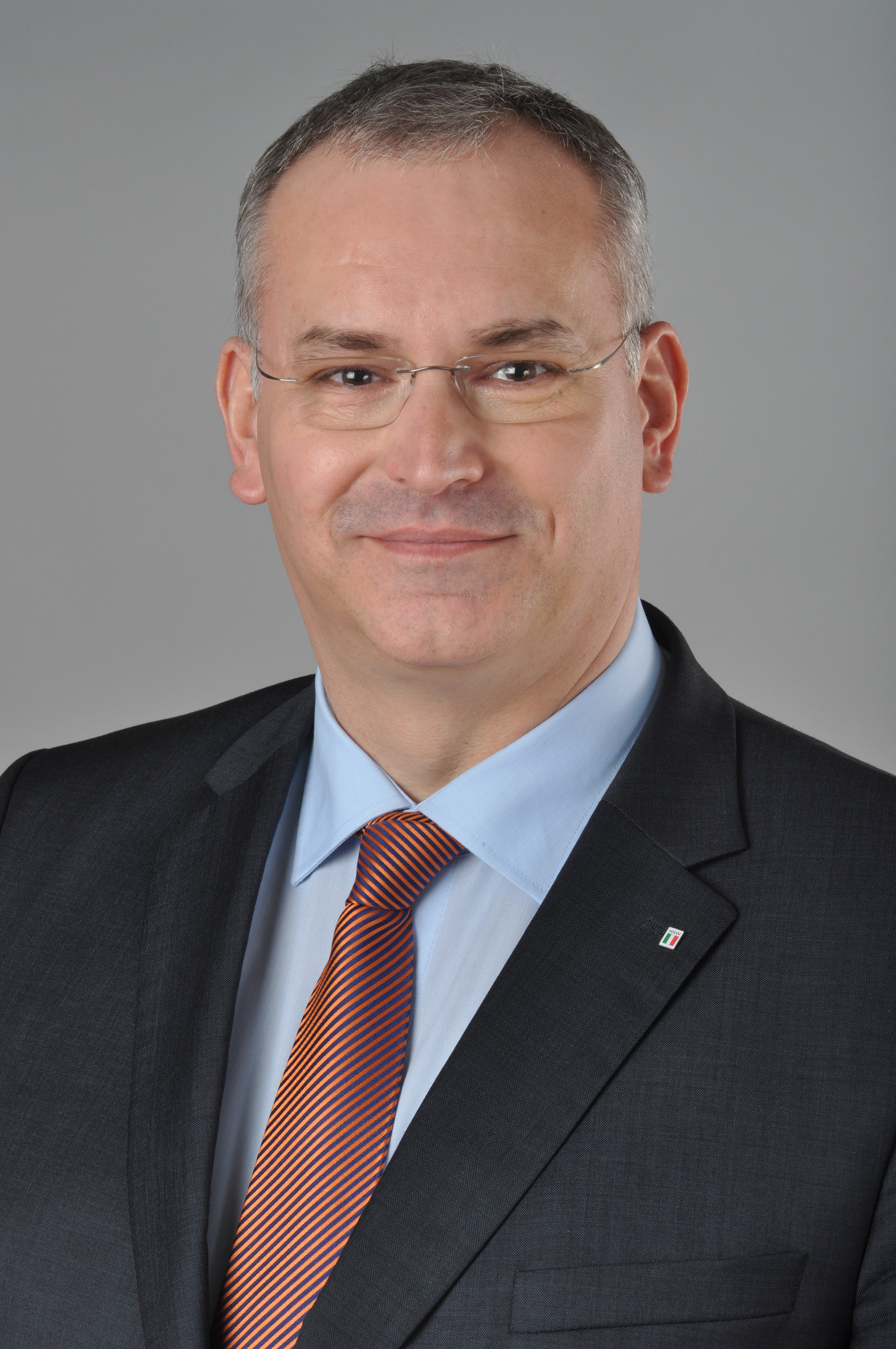
Ralf Nettelstroth (2013)

Ralf Nettelstroth (* 12. Mai 1964 in Bielefeld) ist ein deutscher Politiker (CDU). Er war von 2012 bis 2017 und von 2020 bis 2022 Mitglied des Landtags Nordrhein-Westfalen.

## Leben
Nettelstroth wuchs in Bielefeld auf. Er studierte an der Universität Bielefeld Rechtswissenschaften. Seit 1997 arbeitet er als selbstständiger Rechtsanwalt in Bielefeld.
Er ist verheiratet und hat zwei Töchter.

## Politik
Nettelstroth wurde 1994 erstmals in den Rat der Stadt Bielefeld gewählt. 1997 wurde er stellvertretender Vorsitzender der CDU-Ratsfraktion, seit 2011 leitete er die Fraktion als Vorsitzender. Sein kommunalpolitischer Schwerpunkt ist die Umwelt- und Stadtentwicklungspolitik.
Bei der Landtagswahl 2012 verlor er die Direktwahl im Landtagswahlkreis Bielefeld II, zog aber über den Listenplatz 40 der CDU-Landesliste in den Landtag ein. Er war dort Mitglied im Ausschuss für Innovation, Wissenschaft, Forschung und Technologie sowie im Ausschuss für Kommunalpolitik. Ab Juli 2014 war Nettelstroth kommunalpolitischer Sprecher der CDU-Landtagsfraktion NRW. Bei der Landtagswahl in Nordrhein-Westfalen 2017 wurde er zunächst nicht wieder in den Landtag gewählt. Anfang November 2020 rückte er für Frank Rock in den Landtag nach, der sein Amt als Landrat des Rhein-Erft-Kreises antrat. Nach der Landtagswahl 2022 schied er wieder aus dem Landtag aus.